# (16405) 1985 DA2
(16405) 1985 DA2 là một tiểu hành tinh vành đai chính. Nó được phát hiện bởi Henri Debehogne ở Đài thiên văn La Silla ở Chile ngày 20 tháng 2 năm 1985.